# Zimbàbue
Zimbàbue és un estat del sud de l'Àfrica envoltat per Zàmbia (al nord-oest), Moçambic (a l'est), la República de Sud-àfrica (al sud) i Botswana (a l'oest).
Es troba entre el riu Zambeze, les cascades Victòria i el riu Limpopo. És un estat sense sortida al mar i els seus territoris es corresponen amb l'antiga Rhodèsia del Sud. L'idioma oficial és l'anglès.
El seu índex de Desenvolupament Humà (IDH) va ser el més baix del món el 2010 amb un nivell de 0,140.

## Història
Els pobladors originals fins a les migracions bantus al segle ix eren els pobles khoisan. Durant els segles xiii i xiv els bantus creen l'Imperi Monomotapa en aquest territori aconseguint una gran importància, el centre es trobaven a les ruïnes del Gran Zimbàbue. Quan el 1607 el monarca de l'imperi concedeix als portuguesos l'explotació del subsòl de la zona, ja es trobava en decadència quan en un altre temps, gràcies a les seves mines d'or i al comerç d'esclaus, va arribar a mantenir un comerç gairebé constant amb la costa de l'oceà Índic.
A la fi del segle xix els anglesos dirigits per Cecil Rhodes inicien la colonització de la regió tenint com a objectiu l'explotació de mines. La riquesa d'aquesta terra va atreure nombrosos europeus aconseguint que la població blanca dominés el país. El 1921 es va proclamar la colònia autònoma de Rhodèsia del Sud. El 1953 el Regne Unit, temorós de la majoria negra, crea la Federació de Rhodèsia i Nyasalàndia composta per les dues antigues Rhodèsies, la del nord i la del sud, i Nyasalàndia, l'actual Malawi. El 1964 el Regne Unit concedeix la independència a Rhodèsia del Nord, però l'hi nega a Rhodèsia del Sud, llevat que es donin garanties que el govern serà elegit per sufragi universal. Un any després el primer ministre Ian Smith declara unilateralment la independència de Rhodèsia del Sud, promulga una nova constitució i s'adopta el nom de República de Rhodèsia.
El 1969 una minoria blanca vota en referèndum a favor de la república com a forma de govern amb una nova constitució. A l'any següent es declara la República, però no és reconeguda ni pel Regne Unit ni per l'ONU. Poc després comencen els conflictes al país, el que acabaria en un sagnant conflicte que va durar més d'una dècada. El 1979 s'acorda una treva (Acords de Lancaster House) i, després d'un any, la majoria negra aconsegueix votar per primera vegada en unes eleccions, resultant elegit primer ministre el bisbe moderat Abel Muzorewa, que bateja al país amb el nom de Zimbàbue-Rhodèsia i acorda acceptar una transició provisional amb un governador britànic per a poder convocar eleccions a l'any següent.
El 1980 el país aconsegueix la seva independència denominant-se República de Zimbàbue i les eleccions són guanyades per la Unió Nacional Africana de Zimbàbue, el ZANU.
El 12 d'agost de 1984 el ZANU procura instaurar un Estat Socialista amb un sistema de partit únic i dos anys després Mugabe va anunciar mesures per acabar amb els escons ocupats pels blancs en l'Assemblea. El 2 de desembre de 1987 Robert Mugabe és nomenat Primer President executiu del país i serà reelegit al març de 1990. El 1991 la ZANU abandona oficialment els seus ideals socialistes, però promou una reforma agrària que permet posar en mans estatals les grans propietats dels blancs. La forma en què s'han realitzat les expropiacions sovint ha estat considerada polèmica, tant per la forma violenta d'ocupar aquestes propietats com per la manera de distribuir-les i administrar-les una vegada ocupades. Diferents organitzacions internacionals, grups independents de drets humans i el partit polític més gran d'oposició, el Moviment pel Canvi Democràtic, han reclamat contra la falta de transparència i el sistema de readjudicació d'aquestes terres. Robert Mugabe es va mantenir en el poder des de 1981 i fins al 2017. En successives eleccions des de l'any 1996 el recompte de vots ha sembrat dubtes en sectors opositors, tant interns com externs. El govern de Mugabe va haver de fer front a una cada vegada major oposició, donada la crisi econòmica del país.
El govern considerava que la pressió occidental sobre Mugabe era fruit de les creixents relacions econòmiques amb la Xina i a la disputa entre la Xina i els Estats Units per accedir a les enormes riqueses del subsòl de Zimbàbue.

### Esdeveniments recents
El 3 de febrer de 2015 el Human Right Watch de les Nacions Unides va denunciar que el govern zimbabuès va utilitzar la força, la violència i la restricció a l'accés a l'ajuda humanitària per a coaccionar a uns 20.000 desplaçats a causa de les inundacions a la conca de l'embassament Tokwe-Mukorsi de febrer de 2014 per tal de reassentar-los en una altra zona per a construir una plantació de canya de sucre. L'observatori pels drets humans de l'ONU ha fet un document de 57 pàgines denunciant la violació dels drets humans als desplaçats d'aquest estat africà.

## Govern i política

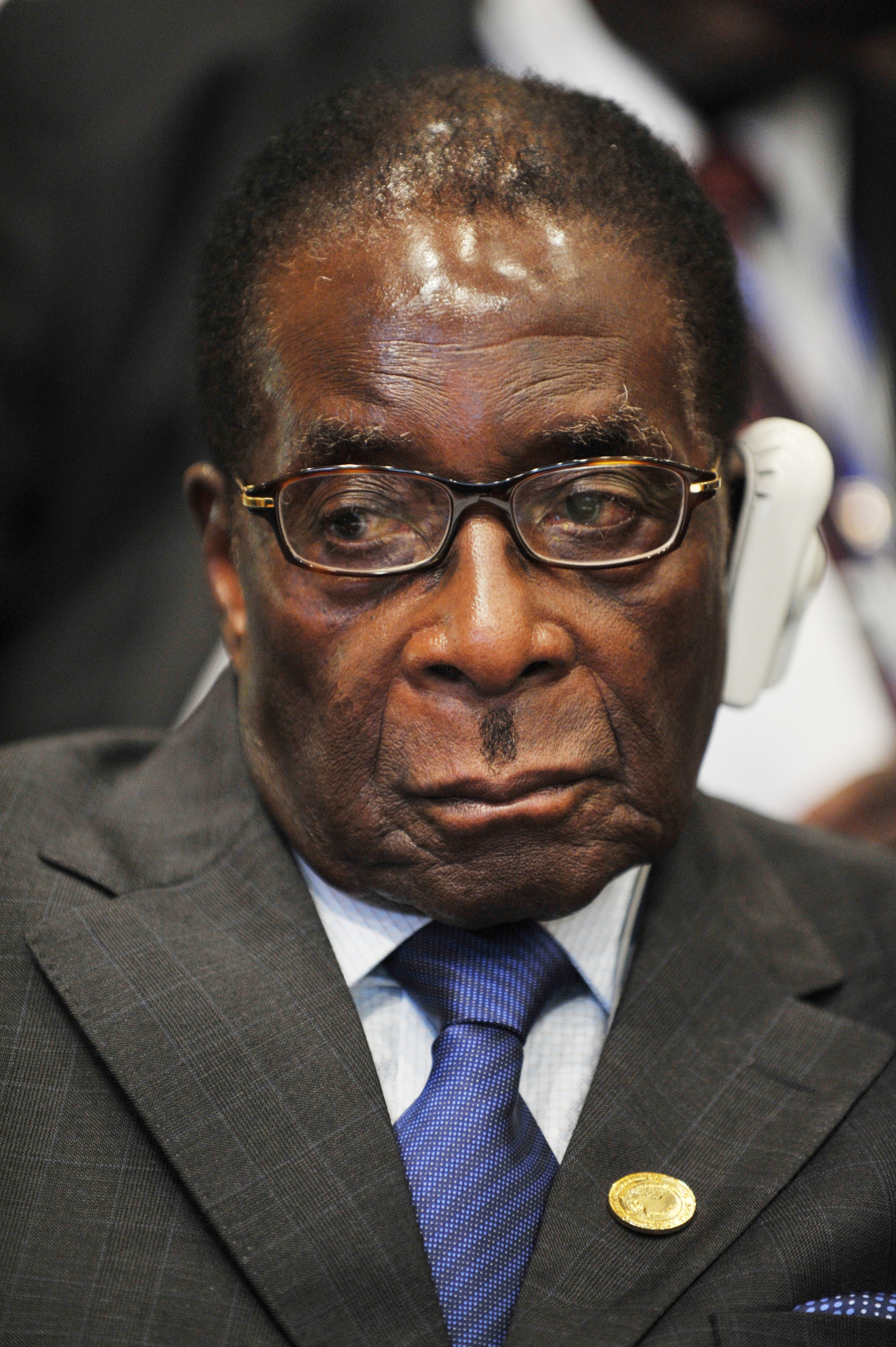
El president Robert Mugabe

Zimbàbue és una República semipresidencialista. El sufragi és universal per a tots els majors de 18 anys. El president és, al seu torn, el cap d'Estat i de Govern. El parlament està format per dues cambres, la més important té 150 escons, dels quals 120 són elegits pels ciutadans, 20 pel president i deu per caps tribals. Una altra cambra, una cambra alta, el Senat, va ser instaurada després dels canvis constitucionals de 2005.
El partit de l'actual president Robert Mugabe, Unió Nacional Africana de Zimbàbue-Front Patriòtic (ZANU-PF), ha dominat la vida política del país des de la independència guanyant sempre les eleccions. El 1987 el llavors primer ministre Robert Mugabe va reformar la Constitució i es va nomenar President. El ZANU ha vençut en totes les eleccions des de la independència. Les eleccions de 1990 van ser nacionalment i internacionalment criticades per sospitar-se que havien estat manipulades, ja que el Zimbabwe Unity Movement, el segon partit a l'oposició d'Edgar Tekere, només va obtenir el 16% dels vots. Les eleccions de 2002 es van celebrar entre denúncies de manipulació de vots, intimidació i frau. Les següents eleccions es van celebrar el 20 de març de 2008.
Tant la Unió Europea com els Estats Units han decretat sancions contra el govern de l'actual president, Robert Mugabe, per la violació dels drets humans.

## Organització territorial
Zimbàbue es divideix administrativament en 10 províncies, dues de les quals corresponen als termes de les ciutats d'Harare i Bulawayo, que són les més importants del país. Les províncies se subdivideixen en 59 districtes i en aquests s'organitzen un total de 1.200 municipalitats (wards).
| - Bulawayo (ciutat) - Harare (ciutat) - Manicalàndia - Mashonalàndia Central - Mashonalàndia Oriental | - Mashonalàndia Occidental - Masvingo - Matabelelàndia Septentrional - Matabelelàndia Meridional - Midlands |

## Geografia

Mapa de Zimbàbue.

Zimbàbue és un país africà envoltat per Sud-àfrica, Botswana, Zàmbia i Moçambic. A la frontera nord-oest hi ha el riu Zambeze, on es troben les Cascades Victòria, que és una destinació popular per als turistes. Al sud limitant amb Sud-àfrica es troba el riu Limpopo.

## Ecologia
El bioma dominant és la sabana arbrada, amb diferents espècies arbòries segons les zones. WWF divideix el territori de Zimbàbue en set ecorregions:
- Sabana arbrada de teca del Zambeze (oest)
- Sabana arbrada del Kalahari (oest)
- Sabana arbrada de mopane del Zambeze (nord i sud)
- Sabana arbrada de miombo meridional (centre)
- Sabana arbrada d'Àfrica austral (sud-oest)
- Mosaic montà de selva i praderia del Zimbàbue oriental (est)
- Selva mosaic costanera d'Inhambane (alguns enclavaments en els contraforts de les muntanyes de l'est)

## Economia

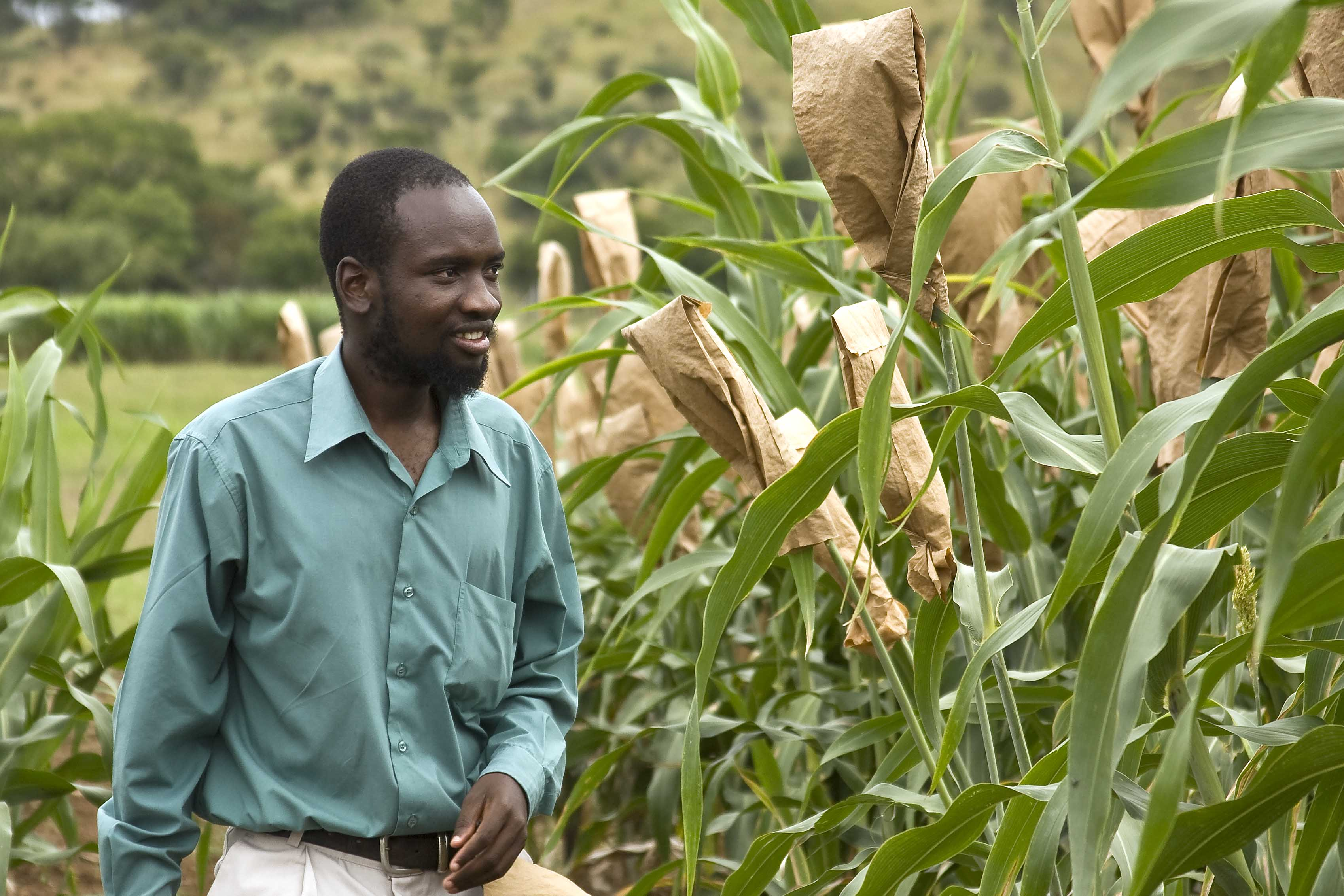
Plantació de sorgo a Zimbàbue.

L'economia de Zimbàbue era una de les més fortes de l'Àfrica, però es va deteriorar enormement a partir de la presa del poder de Robert Mugabe. En els últims anys l'atur ha arribat al 94% i la inflació va arribar al 100.000%, la major del món, seguit pel 40% de Birmània.
L'economia del país va tornar a créixer malgrat que la incertesa política va continuar. Després d'una dècada de recessió, entre el 1998 i el 2008 Zimbàbue va registrar un creixement de més del 9% a l'any entre el 2010 i el 2011, abans de caure al 5% el 2012, en part a causa de les males collites i als baixos ingressos amb l'exportació de diamants.
El país té reserves de cromita, carbó, amiant, coure, níquel, or, ferro i platí. No obstant això, els problemes polítics i la taxa més alta de Sida del món obstaculitzen el seu progrés. Les polítiques de Mugabe en matèria de reforma agrària han portat amb si agitacions internes, desplaçaments de la població, una inflació desorbitada i la incapacitat del país per proveir a la seva població.

### Crisi
El govern de Zimbabue s'enfronta a una àmplia varietat de difícils problemes en la seva economia. Aquests problemes inclouen una notòria falta de divises, hiperinflació i escassetat de provisions i articles. La seva participació en la guerra del 1998 al 2002 en la República Democràtica del Congo, per exemple, va significar un retrocés de centenars de milions de dòlars de la seva economia. El molt necessitat suport de l'FMI no va arribar, a causa que el govern de Zimbàbue va fracassar a aconseguir els objectius pressupostaris. La taxa d'inflació es va incrementar d'un 32% per any el 1998 al 586% el 2005, mentre el tipus de canvi va baixar de 24 dòlars zimbabuesos per US$ a 85,000 per US$ en la mateixa època.
Fins al 2009 Zimbàbue va tenir la taxa d'inflació més alta de tots els països del món. El març de 2008 la inflació va aconseguir el 100.000% i, una taxa de canvi d'1 dòlar d'EUA per 30.000.000 de dòlars zimbabuesos. En aquell any, el dòlar nord-americà, el rand sud-africà, la lliura esterlina i la pula de Botswana van ser adoptades com a moneda. l'ús del dòlar zimbabuès com a moneda oficial fou abandonat de manera efectiva el 12 d'abril del 2009, després que el Banc de Reserva de Zimbàbue va legalitzar l'ús de divises estrangeres per a les transaccions econòmiques el gener del 2009.
Les exportacions agrícoles, minerals i el turisme constitueixen la principal via d'entrada de divises estrangeres. Zimbabue és el país que manté la relació comercial més important amb Sud-àfrica en el continent africà.
La dinàmica decadent de l'economia nacional ha estat principalment atribuïda a la mala gestió i a la descomposició del govern de Mugabe i a l'expropiació de les terres de més de 4000 grangers blancs durant la controvertida redistribució de la terra de l'any 2000. La Zimbabwe Conservation Task Force va publicar un informe al juny de 2007 que estimava la mort d'un 60% de la biosfera salvatge del país des de 2000. L'informe també adverteix que la pèrdua de vida juntament amb la desforestació salvatge és potencialment perillosa per a la indústria turística.

## Demografia

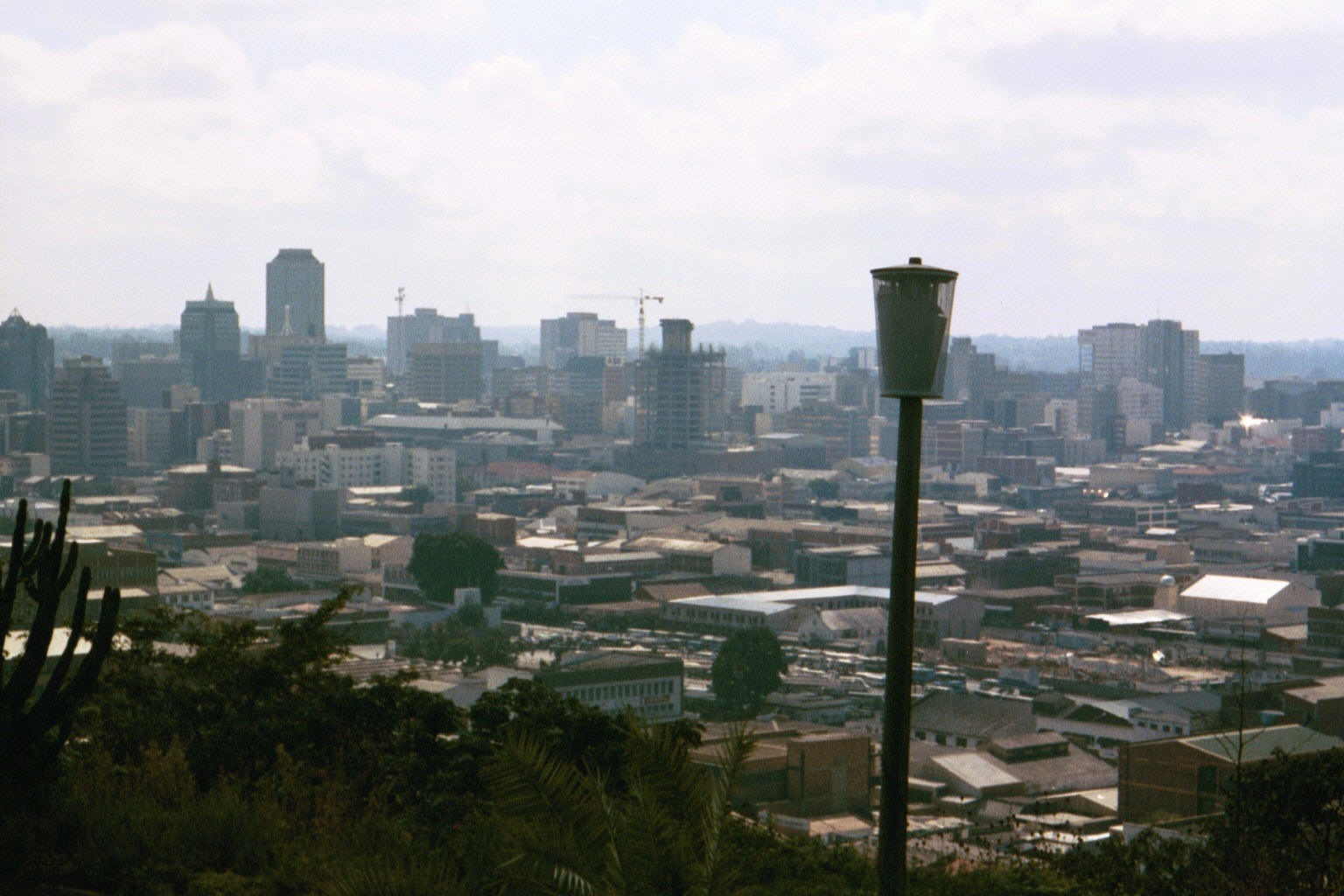
La capital Harare és la ciutat més poblada del país.

Segons les estimacions per al 2007, Zimbàbue té una població de 12.311.143 habitants, amb una piràmide poblacional composta per 37,2% entre 0 i 14 anys, 59,3% entre 15 i 64 anys i 3,5% de 65 anys i més.
La majoria de la població és negra (98,8%), entre els quals es distingeixen els Shona (80-85%) i els Ndebele (8-10%). S'estima que prop d'un milió de Ndebeles poden haver deixat el país entre 2000 i 2005, emigrant cap a Sud-àfrica a la recerca d'una millora econòmica. Els mestissos i asiàtics arriben a l'1% de la població, mentre que els blancs conformen l'altre 0,2% restant (el 1975 eren uns 275.000, el 4,5% de la població). Gran part de la minoria blanca va abandonar el país a principis del segle XXI davant la campanya iniciada pel govern per desposseir les seves possessions.
La taxa d'adults infectats per la sida ascendeix al 28,6%, segons les estimacions de l'any 2001 i es calcula que 1,8 milions de persones viuen amb VIH/SIDA. Les morts per aquesta malaltia van arribar a les 17.000 per a aquest mateix any.
L'idioma oficial és l'anglès. Els grups ètnics Shona i Ndebele també posseeixen el seu propi idiomai a més existeixen nombrosos dialectes tribals. El 62% de la població és sincretista, barreja de cristianisme i creences indígenes. El 24% és cristiana, el 13% només té creences indígenes i la resta, un 1%, són musulmans.
L'esperança de vida és de 39 anys. La taxa de natalitat és de 3,08. El 90,7% de la població està alfabetitzada, sent aquest índex un dels més alts d'Àfrica. Des del 2000 la taxa d'alfabetització de Zimbàbue ja era alta, sent aquesta d'un 90,2% en aquest any. D'acord amb estimacions fetes el 2013 les quatre ciutats més poblades de Zimbàbue superaven els 150.000 residents: la capital Harare (1.701.906 habitants), Bulawayo (755.034), Chitungwiza (369.704) i Mutare (191.818).

## Cultura

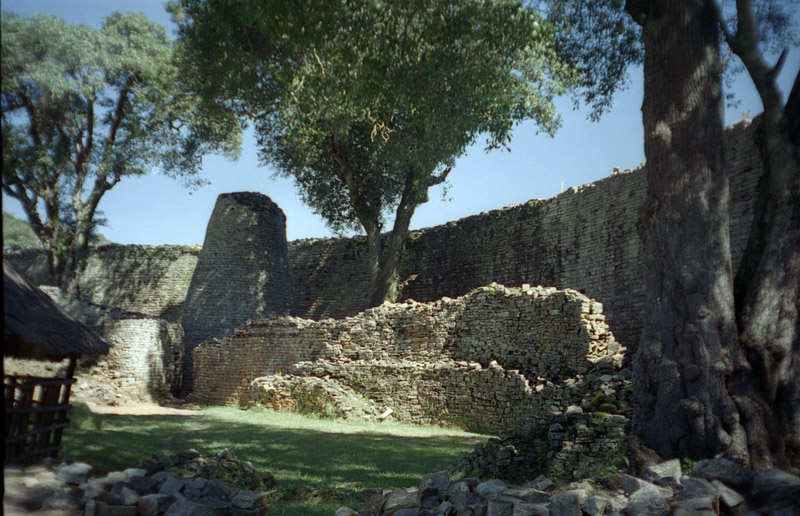
Ruïnes de pedres del Gran Zimbàbue.

Zimbàbue és un dels països africans en què la cultura occidental té més rellevància, però és a les zones rurals on les tradicions africanes com la poligàmia segueixen tenint presència.
Els artistes són molt apreciats en la societat zimbabuesa i molts d'ells viuen en el seu propi país de la seva activitat artística, a diferència del que passa en altres països africans on els artistes sovint es veuen obligats a anar a Europa. Aquesta valoració de l'art s'observa fins a l'últim poble en la realització de ceràmica i cistelleria. De les arts tradicionals són de destacar els treballs de terrisseria, cistelleria, teles pintades, joieria i fusta tallada.
La música sempre ha estat una part important de la seva vida cultural. Les llegendes africanes són cantades en cors amb la participació del públic, i els esdeveniments socials se celebren sempre amb l'acompanyament de les seves cançons particulars. Els instruments musicals tradicionals inclouen la marimba, un xilòfon de fusta i la mbira, també coneguda com a piano del dit polze, i el mujejeje (campanetes de pedra) és un altre instrument de percussió. Harare, l'antiga Salisbury, és un dels grans centres musicals d'Àfrica que atreia en un altre temps a molts dels músics exiliats de Sud-àfrica. Les composicions inspirades en la Chimurenga o guerres d'independència també són molt populars.
Al país es pot trobar una de les escasses grans construccions antigues fetes per nadius a l'Àfrica negra, es tracta de la ciutadella del Gran Zimbàbue que dona nom al país.

## Esports
Tot i que els esports més populars a Zimbàbue són el futbol, el rugbi i el cricket, els esports que han aconseguit més èxit en els últims anys han estat el tennis, l'hoquei herba i, amb Kirsty Coventry al capdavant, la natació.
En tennis, els màxims representants són Kevin Ullyett i els germans Black: Wayne, Cara i Byron. És de destacar que dels quatre tennistes zimbabuesos més importants de la història, tres siguin de raça negra en un país que va ser colonitzat pels anglesos. Wayne Black ha guanyat dos Grand Slams i 18 títols en total, 14 d'ells acompanyat per Kevin Ullyett.
En hoquei herba, l'assoliment més important ha estat la conquesta de la medalla d'or en categoria femenina en els Jocs Olímpics de Moscou 1980, després de derrotar la selecció austríaca.
En natació, Kirsty Coventry s'ha convertit en una de les nedadores plusmarquistes més importants de la història, amb dues medalles d'or, quatre de plata i una de bronze repartides en les categories de 100, 200 i 400 metres en els Jocs Olímpics d'Atenes 2004 i de Pequín 2008. El 2000, va ser nomenada esportista de l'any a Zimbàbue.